# Лейк-Чарльз
Лейк-Чарльз (англ. Lake Charles) — город в штате Луизиана, США. Административный центр прихода Калкашу. По состоянию на 2020 год, численность населения города составила 84 872 человека.

## Географическое положение
Лейк-Чарльз расположен в юго-западной части Луизианы.

## Демография
По состоянию на 2020 год, численность населения Лейк-Чарльза составила 84 872 человека.
Расовый состав города:
- белые — 46,8 %
- афроамериканцы — 47,7 %
- индейцы — 0,5 %
- азиаты — 1,9 %
- Смешанные расы: 2,3 %